# Shoulder Arms
Shoulder Arms és una pel·lícula muda dirigida i interpretada per Charles Chaplin que es va estrenar el 27 d'octubre de 1918. Altres actors foren Edna Purviance, Syd Chaplin i Albert Austin. La pel·lícula, ambientada a la Primera Guerra Mundial, va ser el primer llargmetratge que Chaplin va dirigir i la segona pel·lícula que realitzà per a la First National Pictures després d'A Dog’s Life.

## Argument
El pocatraça d'en Charlie s'allista a l'exercit i després d'un entrenament desastrós és enviat a França, al front de la Primera Guerra Mundial. Un cop allà, mentre fa guàrdia entre el foc enemic, observa com tots els seus companys reben cartes o paquets menys ell. Al final ell també rep un paquet però es tracta d'un formatge limburguès, tan pudent que el llença com una bomba contra la trinxera enemiga. Després, el temps empitjora molt i el seu barracó s'inunda i ha d'intentar dormir dins de l'aigua.
Durant els preparatius per atacar la trinxera alemanya, Charlie comença a tenir mals presagis: el seu número d'identificació és el 13, trenca un mirall i encén 3 cigarretes amb el mateix llumí. Durant l'atac però, el sol aconsegueix conquerir la trinxera i capturar 13 alemanys. Quan el seu superior li pregunta com ho ha aconseguit ell diu que els va rodejar.
Més tard calen voluntaris per a una missió. Ell, a rel que la sortida anterior li ha fet creure que sempre tindrà bona sort, s'hi ofereix. Més tard, però, quan s'assabenta que és molt perillosa i potser no torni mai més, ja que ha de travessar la línia enemiga, intenta fer-se enrere però no li és permès. Camuflat com si fos un arbre, aconsegueix traspassar les línies enemigues i arriba tan a la vora que un soldat alemany s'hi acosta amb una destral. Ell, tement que el vulgui tallar el deixa inconscient, i el mateix fa amb els dos següents soldats que se li acosten. Després arriba un grup de soldats que porten presoner a un dels seus companys al qual volen afusellar. Ell ho evitarà colpejant els tiradors, que s'han posat al seu costat. Aleshores és descobert i ha de fugir perseguit pels alemanys. Al final aconsegueix despistar-los simulant de nou ser un arbre. Arriba a una casa aterrada per la guerra i s'hi queda adormit.
Dins la casa el troba una dona que en veure’l ferit el cuida. Quan es desperta, Charlie s'enamora. Ell no parla francès però es fa entendre per dir que és americà i no pas alemany. Poc després els alemanys el descobreixen i l'envolten. Tot i això, ell aconsegueix prendre’ls la metralladora que portaven i desarmar-los. Poc després, però, és sorprès per un altre soldat tot i que es pot escapar. La jove francesa no té tanta sort i es detinguda per col·laboració amb l'enemic. Un oficial alemany intenta aprofitar-se’n però Charlie la salva entrant per la xemeneia.
En aquell moment arriba el Kàiser, que està visitant el front, per lo que ells dos s'han d'amagar i no poden fugir. En entrar a la casa, el Kàiser troba Charlie vestit amb l'uniforme de l'oficial que acaba de deixar estabornit. En sortir, els soldats alemanys es quadren davant seu creient-lo un oficial. Charlie veu que un grup de soldats s'emporten el company que ja anteriorment havia salvat i l'ha de picar per tal que aquest no el delati. Quan es queden sols però es fonen en una abraçada.

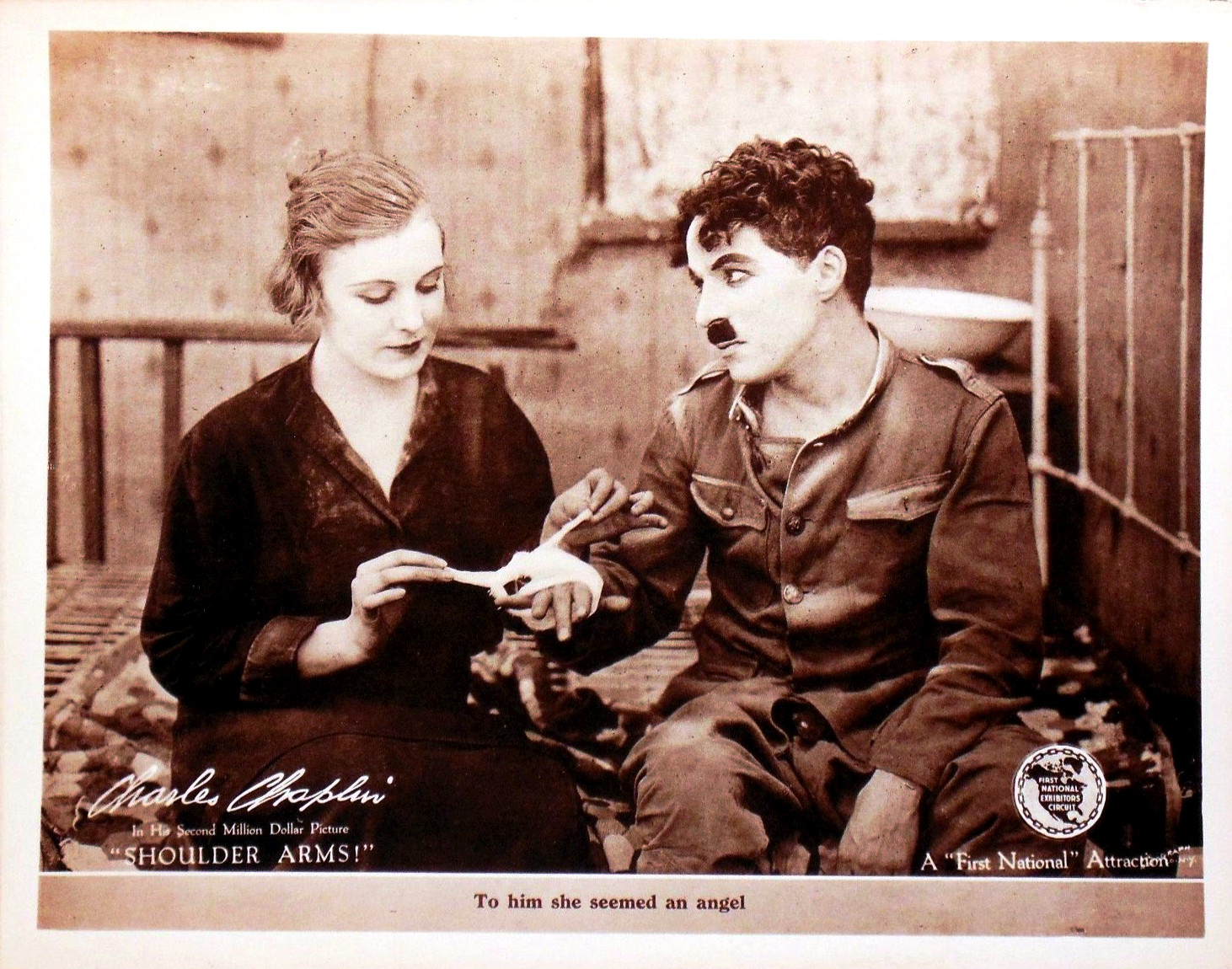
Edna Purviance té cura de Charles Chaplin a la casa mig enrunada

Tots dos aconsegueixen estabornir el pilot i copilot del cotxe del Kàiser per tal que tan la noia com el company es puguin disfressar. Per això, quan el Kàiser puja al seu vehicle aquests el porten fins al quarter dels aliats on són rebuts com herois. En aquell moment els seus companys el desperten i ell descobreix que està en el campament i que tot plegat ha estat un somni.

## Repartiment
- Charles Chaplin (recluta)
- Edna Purviance (jove francesa)
- Sydney Chaplin (sergent/ el Kàiser)
- Albert Austin (oficial americà)
- Jack Wilson (príncep alemany)
- Henry Bergman (sergent alemany)
- Tom Wilson (alemany amb destral)
- John Rand (soldat americà)
- J. Parks Jones
- Loyal Underwood
- W.J. Allen
- L.A. Blaisdell
- Wellington Cross
- C.L. Dice
- G.A. Godfrey
- W. Herron

## Producció
La producció de la pel·lícula va finalitzar al voltant del setembre de 1918. L'agost, s'havia anunciat que la pel·lícula seria de 5 bobines. Tot i que el contracte de Chaplin amb First National especificava que havia de realitzar pel·lícules d'entre dues i tres bobines, la First National va fer una enquesta entre els exhibidors amb els que tenia contracte, ja que considerava que en el negatiu de la pel·lícula hi havia una gran quantitat de gags que permetien una durada de fins a 6 bobines. L'opinió majoritària dels enquestats va ser que el tall final havia de ser de 3 bobines, ja que si no, això suposava cancel·lar la projecció d'altres pel·lícules ja contractades. La pre-estrena es va fer el 20 d'octubre de 1918 i es va estrenar una setmana més tard, el 27.